# Alireza Heidari
Alireza Heidari (Teherán, Irán, 4 de marzo de 1976) es un deportista iraní especialista en lucha libre olímpica donde llegó a ser medallista de bronce olímpico en Atenas 2004.

## Carrera deportiva
En los Juegos Olímpicos de 2004 celebrados en Atenas ganó la medalla de bronce en lucha libre olímpica de pesos de hasta 96 kg, tras el luchador ruso Khadzhimurat Gatsalov (oro) y el uzbeko Magomed Ibragimov (plata).